# Бесеже вакцина
Вакцина бацил Калмет–Герина (бе-се-же) или (BCG) вакцина је која се примарно користи против туберкулозе. У земљама где је појава туберкулозе уобичајена препоручује се примена једне дозе код здравих беба што је пре могуће након рођења. Бебе које имају сиду не би требало да буду вакцинисане. У подручјима где туберкулоза није уобичајена врши се имунизација само оних беба које су под високим ризиком у случајевима када постоји сумња на туберкулозу при тестирању и лечењу. Такође би требало имунизовати одрасле особе које немају туберкулозу, а нису претходно имунизоване али су често изложене туберкулози резистентној на лекове.
Стопа заштите варира у широком распону и траје од десет до двадесет година. Код деце ова вакцина спречава добијање инфекције у око 20% случајева, а код половине оних који се ипак инфицирају штити од развоја болести. Вакцина се даје у виду инјекције у кожу. Нема доказа који би подржали давање додатних доза. Може се такође користити за лечење неких врста тумора мокраћне бешике.
Ретка је појава озбиљнијих нежељених дејстава. Обично се јавља црвенило, оток и благи бол на месту давања инјекције. Она се најчешће даје у лево раме, али има здравствених система који практикују давање бесежеа у подлактицу. Може се такође појавити мали чир који може оставити ожиљак након излечења. Појава нежељених дејстава је много чешћа и може бити много озбиљнија код оних са лошом имуном функцијом. Њена употреба није сигурна у трудноћи. Вакцина је првобитно развијена из бактерије  Mycobacterium bovis која се обично налази код крава. Иако су бактерије ослабљене, вакцина је жива.
Вакцина бесеже је први пут употребљена у медицинске сврхе 1921. Налази се на списку есенцијалних лекова Светске здравствене организације, најважнијих лекова неопходних за основни здравствени систем. Велепродајна цена једне дозе вакцине је била 0.16 америчких долара до 2014. У Сједињеним Државама она кошта од 100 до 200 америчких долара. Сваке године ову вакцину добије око сто милиона деце.